# Liaison
En lengua francesa, la liaison es un tipo de sandhi externa (alteración de la pronunciación de las palabras en función de las palabras vecinas contenidas en el mismo enunciado) que consiste en la inserción entre dos palabras contiguas de las cuales fonéticamente, la primera se termina y la segunda comienza por una vocal, de una consonante que no aparece cuándo esas dos palabras son pronunciadas aisladamente. Por ejemplo, entre el determinante les [le] y el sustantivo enfants [ɑ̃fɑ̃] , todo hablante nativo insertará una [z] de enlace. Desde el punto de vista de la fonética, la liaison es una forma de paragoge luego de un metaplasmo.
A menudo se considera la liaison (así como la elisión) como un método de resolución eufónica de los hiatos, tras el dictamen emitido ya en el siglo XVII por los teóricos hacia el clásico. Pero esta tesis es hoy en día muy seriamente desafiada por estudios basados en la historia de la lengua, así como en el proceso de aprendizaje puesto en obra para los niños. No parece, de hecho, que el uso espontáneo del francés haya conocido jamás una regla general para elusión de hiatos. 
Mientras que, en la escritura, la liaison (potencial o efectiva) está representada por la última letra de la primera de las dos palabras que une, en la lengua oral, es al principio de la segunda palabra que se oye. Así que por cualquier razón, una pausa es marcada entre <<les>> y <<enfants>> dentro <<les enfants>> se dirá /le zɑ̃fɑ̃/ y no /lez ɑ̃fɑ̃/. La liaison es la unión —en lengua francesa— de dos vocales mudas y no se pronuncian, como lo es la "s" que está al final de las palabras.
A diferencia de las consonantes siempre dichas efelcísticas (como la "t" en dándole), la consonante de enlace está condicionada por la etimología y la historia fonética de la lengua: es una consonante final antigua que es susceptible de mantenerse atrás de una vocal inicial. Así, se puede considerar, bajo el ángulo sincrónico y gramatical, que se trata de una modificación de ciertas palabras mientras que, bajo el ángulo diacrónico y fonético, es la supervivencia, en ciertos contextos, de una pronunciación más vieja.